# Fascia (Italia)

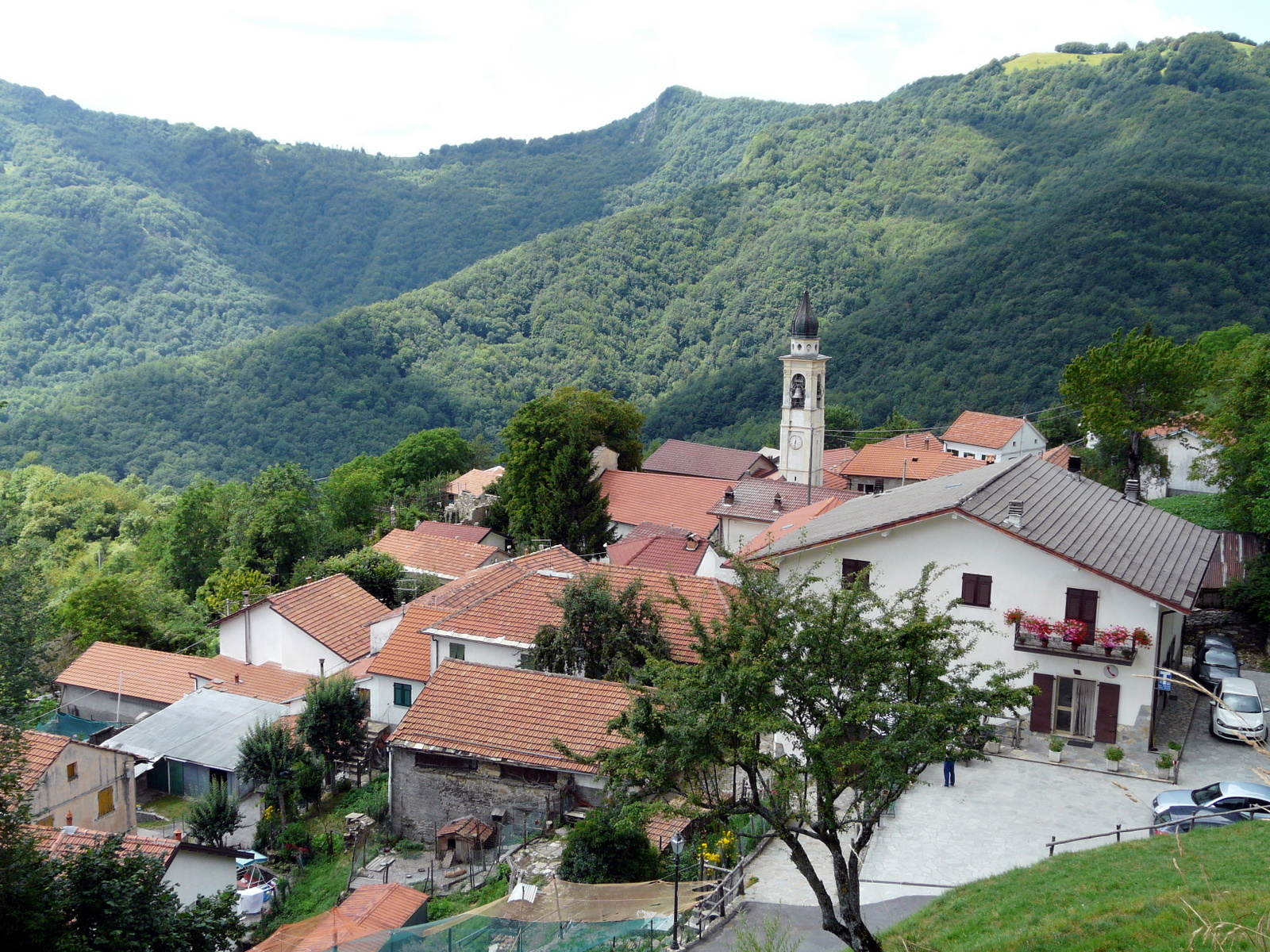
Vista de Fascia

Fascia es una localidad y comune italiana de la provincia de Génova, región de Liguria, con 106 habitantes.

## Evolución demográfica
| Gráfica de evolución demográfica de Fascia entre 1861 y 2001 |
|                                                              |
| Fuente ISTAT - elaboración gráfica de Wikipedia              |